# Quận Ellis, Oklahoma
Quận Ellis, Oklahoma là một quận trong tiểu bang Oklahoma, Hoa Kỳ. Quận lỵ đóng ở thành phố Arnett 6. Theo điều tra dân số năm 2000 của Cục điều tra dân số Hoa Kỳ, quận có dân số người 2. Năm 2007, ước tính dân số quận này là 4075 người 2.

## Địa lý
Theo Cục điều tra dân số Hoa Kỳ, quận này có diện tích 1.232 dặm vuông Anh (3.190,9 km2), trong đó có km2 là diện tích đất, 3 dặm vuông Anh (7,8 km2) là diện tích mặt nước.

### Các xa lộ
- U.S. Highway 60
- U.S. Highway 283
- State Highway 15
- State Highway 46
- State Highway 51

### Các quận giáp ranh
- Quận Harper  (bắc)
- Quận Woodward  (đông)
- Quận Dewey  (đông nam)
- Quận Roger Mills  (nam)
- Quận Hemphill, Texas  (tây nam)
- Quận Lipscomb, Texas  (tây)
- Quận Beaver  (tây bắc)